# Мюллер, Аллан
А́ллан Мю́ллер (фар. Allan Müller; род. 12 декабря 1995 года в Квальбе, Фарерские острова) — фарерский футболист, вратарь клуба «ТБ».

## Карьера
Аллан является воспитанником футбольной школы клуба «Ройн» из своей родной Квальбы. Карьеру игрока он начинал в качестве защитника. В сезоне-2012 Аллан впервые был включён в заявку команды на матчи, однако его дебют за неё состоялся только 30 марта 2013 года: на 68-й минуте поединка первого раунда Кубка Фарерских островов с «Ундри» футболист заменил Кристина Мюллера. В 2015 году Аллан провёл 3 встречи за «Ройн» во втором дивизионе. В 2017—2018 годах квальбичи входили в состав единой сувуройской команды «ТБ/ФКС/Ройн», которой игрок оказался не нужен, поэтому эти 2 сезона он провёл без футбола. В сезоне-2019 Аллан вошёл в состав новообразованного «Ройна» и сыграл 2 своих первых матча в качестве вратаря. «Ройн» поднялся во второй дивизион, и следующие 2 года Аллан продолжал защищать ворота квальбичей в этой лиге, отыграв 17 встреч.
В 2022 году Аллан перебрался в «ТБ», подписав контракт сроком на 1 сезон, и принял участие в 4 встречах первого дивизиона. В следующем сезоне вратарь заключил аналогичную сделку с «чёрно-белыми», поднявшимися в фарерскую премьер-лигу. 17 сентября 2023 года Аллан дебютировал в высшем дивизионе Фарерских островов: на 2-й минуте матча против «АБ» он заменил травмированного Андерса Хоффа и пропустил 3 мяча.

## Статистика выступлений
| Выступление      | Выступление      | Выступление      | Лига | Лига | Кубки | Кубки | Еврокубки | Еврокубки | Прочие | Прочие | Итого | Итого |
| Клуб             | Лига             | Сезон            | Игры | Голы | Игры  | Голы  | Игры      | Голы      | Игры   | Голы   | Игры  | Голы  |
| ---------------- | ---------------- | ---------------- | ---- | ---- | ----- | ----- | --------- | --------- | ------ | ------ | ----- | ----- |
| Ройн             | Третий дивизион  | 2013             | 0    | 0    | 1     | 0     | 0         | 0         | 0      | 0      | 1     | 0     |
| Ройн             | Второй дивизион  | 2015             | 3    | 0    | 0     | 0     | 0         | 0         | 0      | 0      | 3     | 0     |
| Ройн             | Третий дивизион  | 2019             | 2    | -3   | 0     | 0     | 0         | 0         | 0      | 0      | 2     | -3    |
| Ройн             | Второй дивизион  | 2020             | 8    | -33  | 0     | 0     | 0         | 0         | 0      | 0      | 8     | -33   |
| Ройн             | Второй дивизион  | 2021             | 9    | -24  | 0     | 0     | 0         | 0         | 0      | 0      | 9     | -24   |
| Ройн             | Итого            | Итого            | 22   | -60  | 1     | 0     | 0         | 0         | 0      | 0      | 23    | -60   |
| ТБ Твёройри      | Первый дивизион  | 2022             | 4    | -8   | 0     | 0     | 0         | 0         | 0      | 0      | 4     | -8    |
| ТБ Твёройри      | Премьер-лига     | 2023             | 1    | -3   | 0     | 0     | 0         | 0         | 0      | 0      | 1     | -3    |
| ТБ Твёройри      | Итого            | Итого            | 5    | -11  | 0     | 0     | 0         | 0         | 0      | 0      | 5     | -11   |
| Всего за карьеру | Всего за карьеру | Всего за карьеру | 27   | -71  | 1     | 0     | 0         | 0         | 0      | 0      | 28    | -71   |

## Личная жизнь
Отец Аллана, Ларс Мюллер — главный футбольный арбитр от клуба «Ройн», отсудивший за свою карьеру более 300 матчей на различных уровнях фарерского футбола.